# القحطانية (سوريا)
القحطانية (قبور البيض سابقًا): هي بلدة سورية تتبع منطقة القامشلي ، محافظة الحسكة في شمال شرق سوريا. تُعدّ هذه المدينة المركز الإداري لناحية القحطانية التي تتكون من 103 قرية. تاريخيًا، كانت المدينة آشورية، وفي تعداد عام 2004 بلغ عدد سكانها 16,946 نسمة.

## التسمية
تسمى قديمًا بالقبور البيض نسبة إلى قبور المسيحيين الأوائل الذين كانوا يطلون قبور موتاهم بالكلس الأبيض.[بحاجة لمصدر]
قبري حيوري بالسريانية
تربه سبي بالكردية

### مراحل متقدمة
كانت تطلق عليها السلطات العثمانية اسم «السنجق» وهي كلمة تركية تعني اللواء، حيث اعتمدتها ضمن التنظيم الإداري مما يشير إلى ان الموقع كان مقرا لقيادة لواء عسكري يحكم التجمعات السكانية في هذه المنطقة.

## الجغرافيا
تقع وسط سهل خصب. يقسمها نهر الجراح القادم من تركيا إلى قسمين. اقيم عليه سد مزكفت ، وهو ما ساهم في تعديل مناخ المنطقة. تطل من الجهة الشمالية على جبال طوروس ذات اللون الأزرق الخلاب والمنظر الجميل مما يكسبها أهمية سياحية كبيرة.

## السكان
في عام 1927، هاجر إلى القرية حاجو آغا زعيم عشيرة هافيركا الكردية، قادمًا من تركيا وبرفقته أكثر من 600 أسرة كردية. شهدت تلك الفترة هجرات أخرى كثيرة شملت عشرات الآلاف من أكراد تركيا ومسحييها (ولكن بأعداد أقل)، خاصةً في عهد الانتداب الفرنسي على سوريا. شجعت فرنسا هذه الهجرات واستقبلت المهاجرين ضمن سياستها الرامية إلى استمالة الأقليات ضد الغالبية العربية، بهدف تسهيل السيطرة على البلاد وتقسيمها.
تتميز المنطقة بتنوع عرقي يجمع العرب الذين يشكلون الغالبية العظمى، إلى جانب السريان والأرمن الذين تركوا بصماتهم عبر العديد من الكنائس والآثار المسيحية المنتشرة، إضافة إلى الأكراد والإيزيديين. يعمل معظم سكان المدينة في الزراعة، التي تعد النشاط الأساسي نظرًا للتربة الخصبة والهطولات المطرية المناسبة.
تحتوي المنطقة على عدد من الكنائس التابعة للكنيسة السريانية الأرثوذكسية، وخاصة في القرى مثل كركي شامو، قصروك، غردوكة، سليمان ساري، محركان، خويتلة وغيرها. كما تضم المدينة دوائر رسمية متنوعة مثل البلدية، الكهرباء، المياه، شعبة التجنيد، محكمة الصلح، مستوصف طبي، مصلحة الزراعة، ودائرة إكثار البذار، إضافة إلى عدد من المدارس الابتدائية والإعدادية والثانوية.
يمر جنوب المدينة طريق زراعي متصل بمخفر شرطة طويل، وتقع فيها محطة فرعية لقطار الشرق الذي يربط بين حلب والموصل. وقد أُنشئت فيها مؤخرًا صوامع لتخزين الحبوب، فيما يطل شمالها جبل الأزل الذي يحتوي على عشرات الأديرة التي أسسها الرهبان السريان، مثل دير مار أوكين، دير إبراهيم الكشكري، ودير يوحنا الطائي.
تقع المدينة وسط واحة خضراء تمتد على سهول فسيحة ذات تربة خصبة، وتتلقى هطولات مطرية كافية نظرًا لوجودها ضمن الخط المطري المجاور لتركيا. يساعد ذلك مزارعيها في تحقيق نتائج متميزة في المباريات الزراعية التي تنظمها وزارة الزراعة بالتعاون مع اتحاد الفلاحين.
إلى الشمال منها سد مزكفت ما يمنحها مناخًا لطيفًا وهواءً عليلًا يميزها عن بقية المناطق المجاورة. إلى جانب ذلك، تشتهر بمناظرها الخلابة التي تجذب المصطافين خلال فصلي الربيع والصيف. وقد صنفتها وزارة الداخلية كمناطق اصطياف ضمن محافظة الحسكة بموجب القرار رقم 685 لعام 1994.

## لمحة تاريخية
كان الشماس ملكي جرجس، من أسرة آل شاموشو المدياتية، يملك عقارات في منطقة قبور البيض قبل عام 1915 بموجب إسناد تمليك عثمانية. تعرضت هذه الأسرة لإبادة تامة خلال الفرمان. ومع خضوع سوريا لسلطات الانتداب الفرنسي، تجاوزت فرنسا حقوق المالكين الشرعيين، مخالفةً الوثائق والإسناد القديمة، وسجلت الأراضي بأسماء آخرين لحماية مصالحها الخاصة في المنطقة.
كانت القحطانية في الأصل قرية صغيرة تُعرف باسم قبور البيض. أطلق عليها السريان اسم قبري حيوري، بينما سماها الأكراد تربى سبيى، وهي ترجمة للتسمية العربية. يُعتقد أن هذا الاسم يعود إلى الأضرحة المطلية بالكلس الأبيض، التي كانت علامة بارزة للمسافرين على الطريق.
في عام 1922، أُلحقت القحطانية بالأراضي السورية كجزء من الجزيرة السورية، ضمن عملية ضم تمت على مراحل. في العام ذاته، ضُمّت الحسكة ورأس العين، وأُنشئ قضاء مركزه الحسكة تابع لمتصرفية دير الزور. اتخذت القوات الفرنسية من تل قيرو القريب من قرية حلوة مركزًا لها، وأسست قضاءً جديدًا سُمّي قضاء كرو، الذي نُقل لاحقًا إلى القامشلي.
بدأت عملية إعمار القحطانية بمطحنة في الجهة الشمالية، وتوافد إليها بدو ساكنو الخيام، حيث تجمعوا حول نهر الجراح. وفي عام 1926، لجأت إليها أسر عديدة هاربة من ظلم العثمانيين في تركيا. لعبت الأسر السريانية دورًا بارزًا في بناء البلدة، ومن بين هذه الأسر: حنا روتو، كلو هيريلو، ملكي هبه، ملكي حوبو، يعقوب إيليا، حنا إيليا، موسى خزي، درويش عم أحو درويش، موسى كورية، عيسى نعامة، القس مراد، مقسي ملكو، سليمان حداد، مورو شمعون، إبراهيم ملكي، ملكي نازكي، وحدو أوسو. كما استقرت في القرية عائلات أرمنية وأخرى يزيدية، إلى جانب أسرة آل حاجو التي عانت من خلافات مع أسرة آل صاروخان، وسعت إلى بسط نفوذها في المنطقة عبر تملك بعض القرى.
أدت الكنيسة دورًا هامًا في استقرار السكان وتوفير الطمأنينة، مما شجعهم على تطوير الزراعة وزيادة المحاصيل. كما برز مخاتير ينتمون إلى الكنيسة السريانية الأرثوذكسية.
رغم حداثة عهد القحطانية كبلدة، إلا أن موقعها الجغرافي ظل مرتبطًا بالحضارة، إذ تبعد 14 كيلومترًا فقط عن تل ليلان، الذي شهد حضارات زاهية منذ الألف الثاني قبل الميلاد، عندما اتخذه شمشي حدد الآرامي عاصمة له. يؤكد ذلك أن المنطقة المحيطة بالتل كانت مركزًا حضاريًا مهمًا. ومع ذلك، فإن تقلبات الزمن أهملت هذا الإرث، ولم تحظَ القحطانية بما يليق بموقعها التاريخي.
تخضع القحطانية في الوقت الحاضر لسيطرة وحدات حماية الشعب (YPG) منذ عام 2013. وقد استبدلت هذه الوحدات نظام التعليم السوري بمنهاج جديد وضعته بنفسها، مع طاقم تدريسي خاص بها.

### آثارها في العصر الحديث
جرت محاولات عديدة لتحديد موقع التل، واستمرت جهود علماء الآثار في البحث عنه حتى اكتشفه عام 1878 الآشوري هرمز رسام. كان رسام ضمن بعثة أمريكية بقيادة البروفيسور هارفي وايس، التي كُلفت بإجراء مسح شامل للتلال الأثرية المنتشرة بين الموصل وحلب.
بعد إنجاز مهمته، قام هرمز رسام بتوثيق مذكراته وخبراته وملاحظاته المتعلقة بالآثار. ففي هذا الكتاب، قدم وصفًا مفصلًا عن رحلته التي قام بها ممتطيًا ظهر دابة. مر خلال الرحلة بقرية دمير قابو (المعروفة حاليًا باسم باب الحديد)، وقبور البيض التي سماها "كبور البيض". أشار أيضًا إلى الجسر الخشبي على نهر الجراح، حيث قضى ليلته في قرية دوكر القريبة من القحطانية.
في هذه القرية، تم استجوابه حول وجود آثار لحضارات قديمة في المنطقة. يُقال إن هارفي وايس استفاد لاحقًا من مذكرات هرمز رسام، التي كانت دليلًا مهمًا ساعده في أعمال التنقيب.
وتل محمد ذياب الذي يقع الى الجنوب من القحطانية 12 كم على الطريق الممتد حتى جنوب الرد , بدأ التنقيب في موقع التل منذ عام 1987م واستمر حتي العام 2008 على عدة مراحل اهمها من قبل البعثة الفرنسية برئاسة باحث الاشوريات جان ماري دوران الذي اكيد وجود بقايا قصر ومعبد ولقى اثرية اخرى تعود الى الالف الثالث قبل الميلاد

### كنيسة السيدة العذراء مريم
ما إن استقر السريان في بلدتهم حتى بادروا في عام 1928 إلى بناء كنيسة صغيرة مساحتها 7×3 أمتار، مصنوعة من الطوب الترابي، وأطلقوا عليها اسم السيدة العذراء. وكان هذا العمل بتوجيه من المطران يوحنا عباجي وبهمة القس مراد بن القس إيليا.
شهدت الكنيسة عمليات توسيع وترميم عام 1949، إلا أنها تعرضت لتصدع في هيكلها نتيجة فيضان عام 1962. على إثر ذلك، جرى ترميمها باستخدام الطوب والخشب إلى جانب البلوك والإسمنت، واعتمد في ذلك الطراز المعماري الحديث.
اكتمل بناء الكنيسة بحلتها الجديدة عام 1993، مستوحى من نمط بناء كنيسة القديس مار قرياقس في القامشلي.